# Neal Sher
Pour les articles homonymes, voir Sher.
Neal M. Sher ou Neal Matthew Sher connu comme Neal Sher, né le 29 août 1947 à Brooklyn, New York et mort le 3 octobre 2021 à New York, est un avocat et chasseur de nazis américain qui a été chef du Bureau des enquêtes spéciales et directeur exécutif de l'American Israel Public Affairs Committee (AIPAC).

## Biographie
Neal Sher,, est né le 25 août 1947 à Brooklyn, New York. Il est le fils de Benjamin Sher et de Sally Cohen. Benjamin Sher est un postier, qui durant la Seconde Guerre mondiale participe à la Bataille de Normandie. Sally Sher est examinateur contrôle des loyers pour le New York City Housing and Development Administration.

### Études
Neal Sher termine son B.A. de l'université Cornell en 1968 et reçoit son diplôme en droit de l'université de New York en 1972.

### Avocat
Il est greffier pour le juge Barrington Parker du Federal District Court de Washington après la faculté de droit. Il devient ensuite avocat du travail en pratique privée.

### Chasseur de nazis
De 1983 à 1994, Sher a dirigé le Bureau des enquêtes spéciales (OSI), l'unité des poursuites nazies du ministère de la Justice, où il a supervisé la dénaturalisation et l'expulsion de dizaines d'anciens criminels de guerre nazis Son enquête sur le passé nazi de l'ancien secrétaire général des Nations Unies Kurt Waldheim a abouti à la présentation par Sher d'un rapport au procureur général des États-Unis. Ce rapport, à son tour, a conduit à l'inscription de Waldheim sur la liste de surveillance des personnes inéligibles pour entrer aux États-Unis. En 1989, Sher a reçu le prix Raoul Wallenberg pour son travail.

## Ouvrages
- (en) In the matter of Josef Mengele : a report to the Attorney General of the United States, October 1992[7]
- (en) Anti-Semitism and Holocaust denial in the Internet era[7]